# Claude Dellacherie
Claude Dellacherie (* 1943 in Lauwin-Planque) ist ein französischer Mathematiker, der sich mit Wahrscheinlichkeitstheorie befasst. Er ist Forschungsdirektor des CNRS, war Professor an der Universität Straßburg und ist Professor an der Universität Rouen.

Dellacherie wurde 1970 bei Paul-André Meyer an der Universität Straßburg promoviert (Contribution a la theorie generale des processus stochastiques).
1971/72 und 1978/79 war er am Institute for Advanced Study. 1985 bis 1996 war er Direktor des Laboratoire Analyse et Modèles Stochastiques (URA 1378) des CNRS in Rouen.
Er bewies 1980 unabhängig von Klaus Bichteler den Satz von Bichteler-Dellacherie.

## Schriften
- mit Paul-André Meyer: Probabilités et potentiel. 4 Bände, Hermann, Paris 1975–1987, englische Übersetzung: Probabilities and Potential. North Holland, 1978–1988
- Capacités et processus stochastiques (= Ergebnisse der Mathematik und ihrer Grenzgebiete, Band 67). Springer Verlag, Berlin, Heidelberg, New York 1972, ISBN 3-540-05676-9
- Ensembles analytiques, capacités, mesures de Hausdorff (= Lecture Notes in Mathematics, Band 295). Springer Verlag, Berlin, Heidelberg, New York 1972, ISBN 3-540-06076-6